# 太原号导弹驱逐舰
“太原”号导弹驱逐舰（舷号131）简称“太原”舰，是052D型导弹驱逐舰十一号舰，现服役于中国人民解放军海军东部战区海军驱逐舰第三支队。此舰乃是“驱三支”所接收的第一艘052D型导弹驱逐舰。

## 服役活动
2019年10月10日上午，解放军海军131号“太原”舰抵达日本横须贺港，参加计划10月14日在日本东京相模湾海域举行的国际舰队阅舰式。但在超强台风“海贝思”12日登陆日本后，国际舰队阅舰式取消。131号“太原”舰于16日返航途中，于东京湾以南海域与日本海上自卫队“五月雨”号驱逐舰进行了海上联合训练。
2022年6月21日，解放军海军4舰编队穿越宫古海峡，编队包括2艘052D型131号“太原”舰、156号“淄博”舰以及2艘054A型529号“舟山”舰、599号“安阳”舰。
2025年5月26日晚，解放军海军“辽宁”舰编队新增052D型131号“太原”舰。
2025年5月27日至5月29日，解放军海军“辽宁”舰编队前出西太平洋开展训练，其规模已达10舰，包括2艘055型101号“南昌”舰、104号“无锡”舰，4艘052D型121号“齐齐哈尔”舰、122号“唐山”舰、131号“太原”舰、155号“南京”舰，2艘054A型515号“滨州”舰、599号“安阳”舰及1艘901型901号“呼伦湖”舰。

### 舰员名字
舰长 吳仲戈

### 护航活动
2020年4月28日，解放军海军131号“太原”舰与532号“荊州”舰、890号“巢湖”舰编为第三十五批护航舰队，从浙江省舟山市起航，赴亚丁湾海域执行护航任务，任务期为2020年5月19日至2020年9月23日，直至2020年10月14日才回港。